# Brassia lanceana
Brassia lanceana är en orkidéart som beskrevs av John Lindley. Brassia lanceana ingår i släktet Brassia och familjen orkidéer. Inga underarter finns listade i Catalogue of Life.

## Bildgalleri

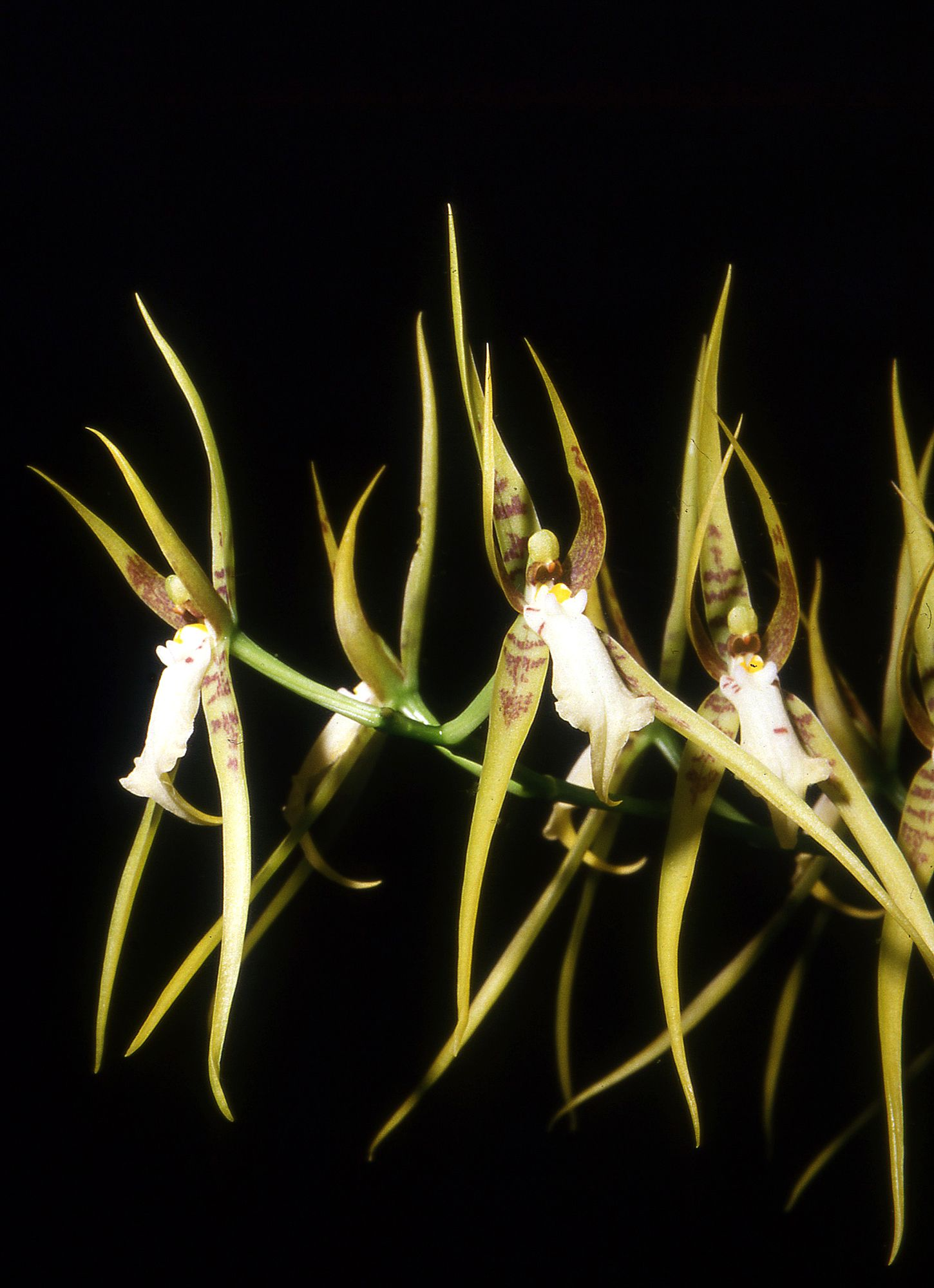
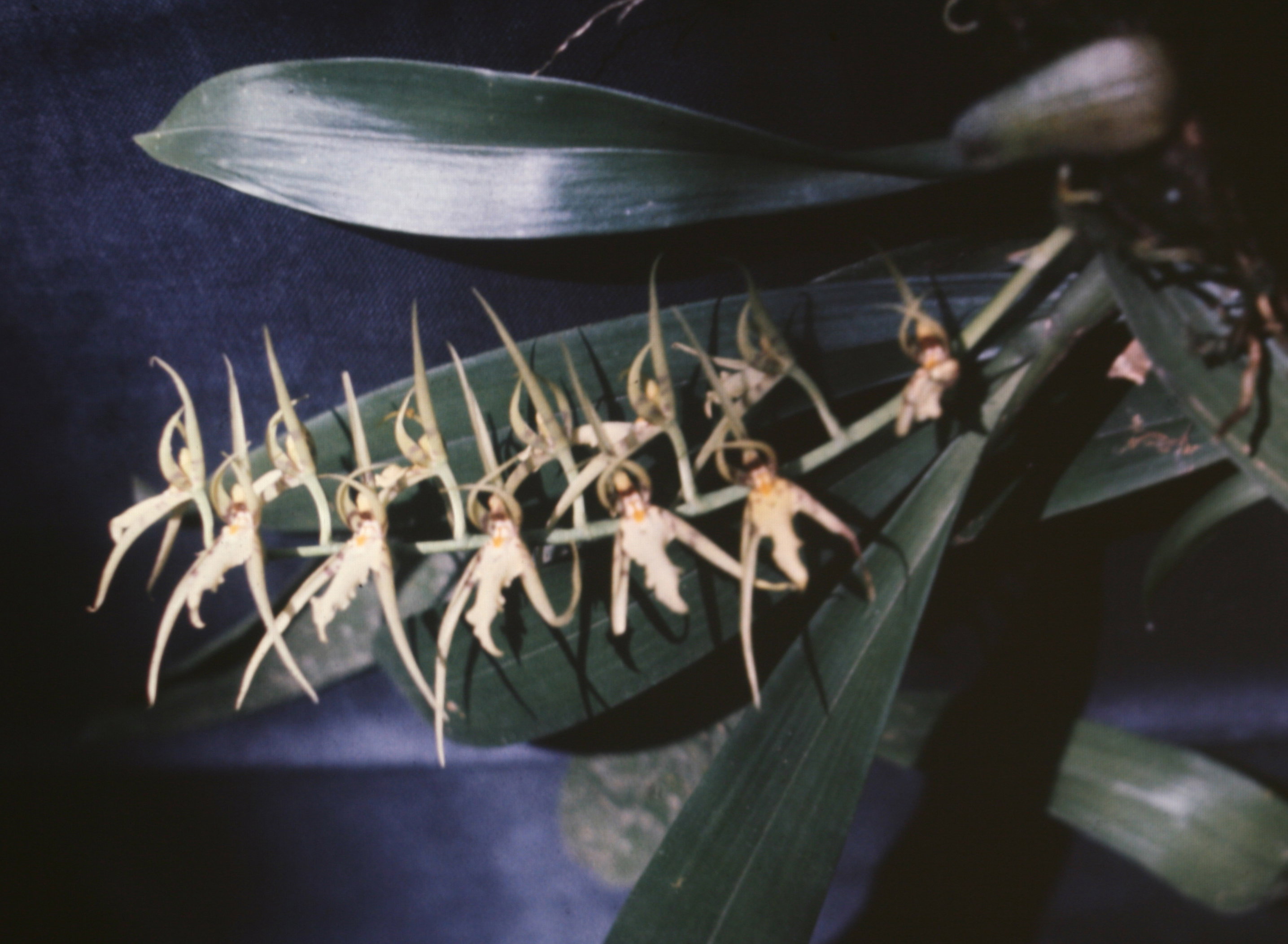
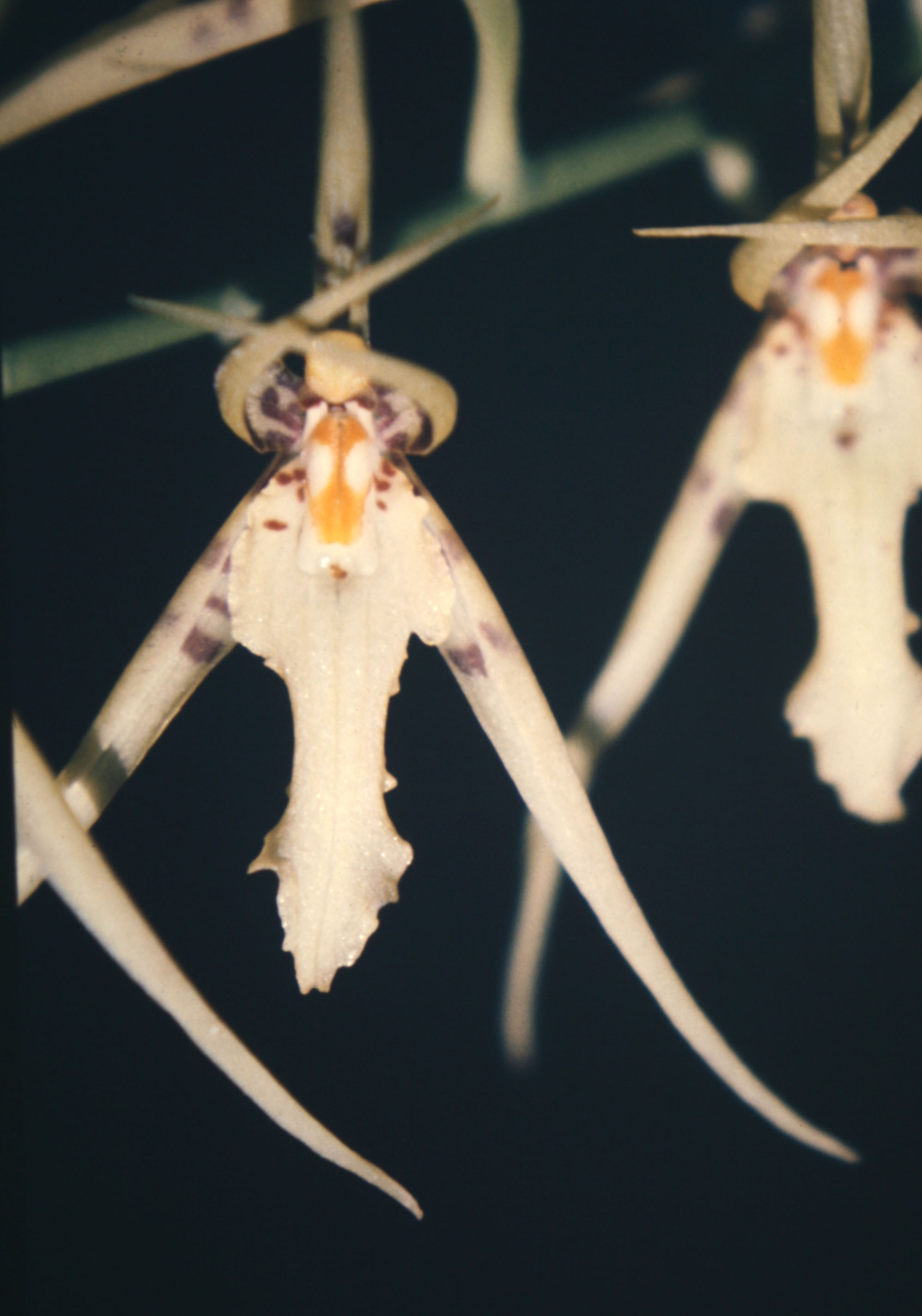
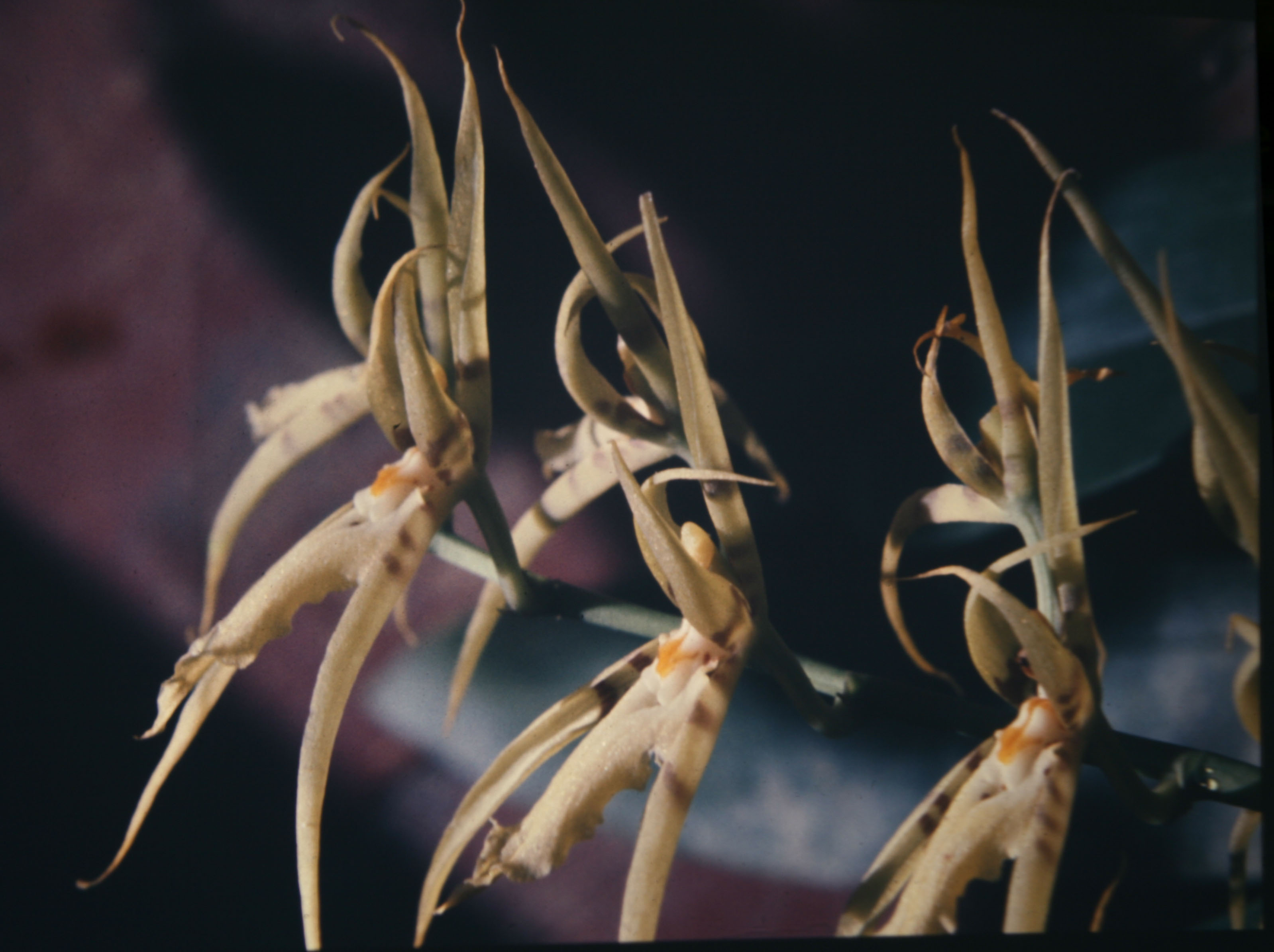
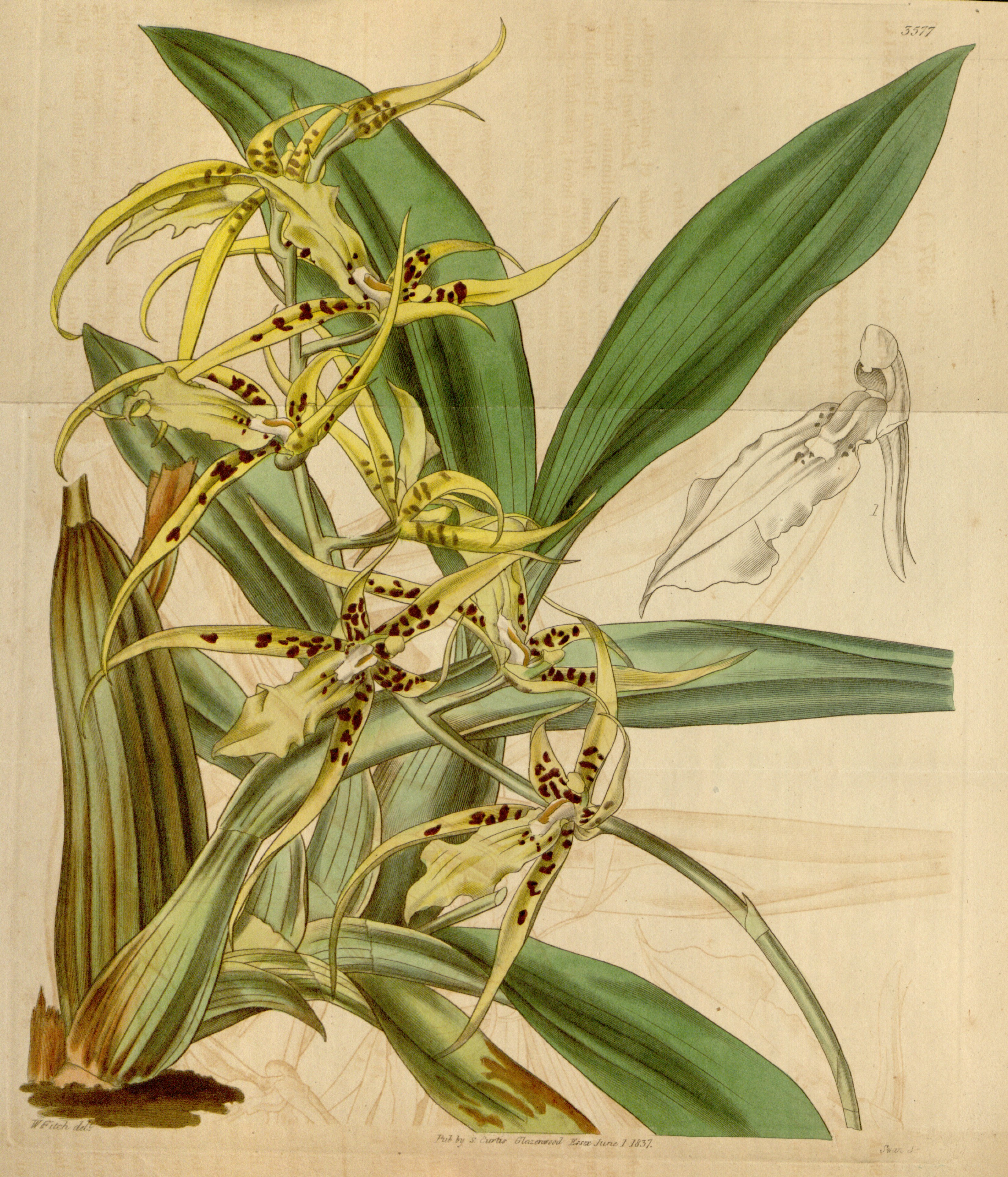
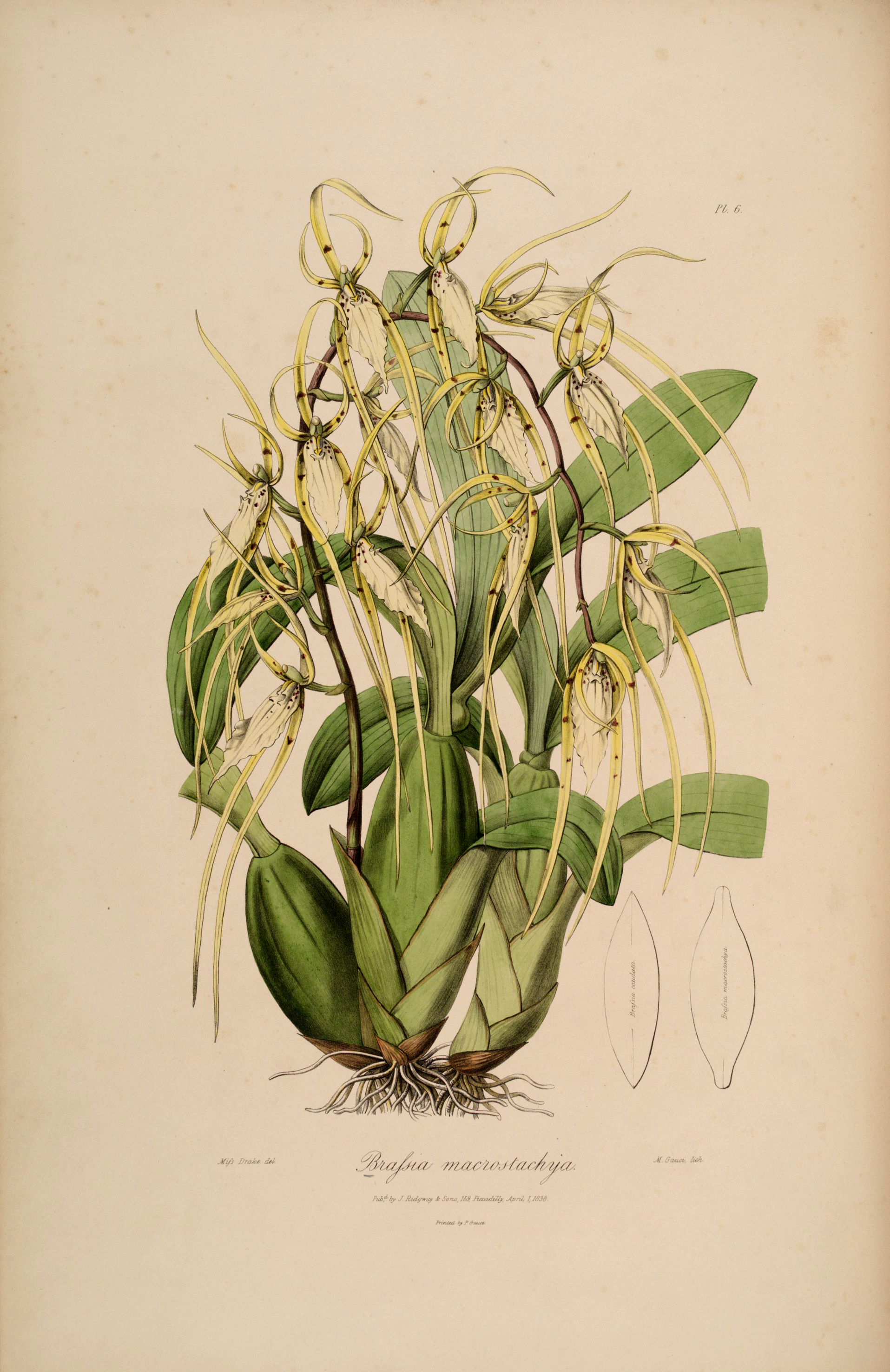